# Abdessamad Dialmy
 (avril 2023).
Il peut être nécessaire de l'améliorer pour respecter le principe de neutralité de point de vue. Veuillez consulter la page de discussion pour plus de détails.

 (avril 2023).
Né à Casablanca, Abdessamad Dialmy est un sociologue marocain. Il est docteur d’État, professeur d’université, consultant international en santé sexuelle. Il traite des questions de société comme la sexualité et les rapports sociaux de sexe en cherchant des réponses dans l'islam tout en récusant les lectures de l’islamisme. Ses thèmes de recherches se situent au cœur de la sociologie du monde arabe et de l'Islam, la sexualité et la santé.

## Formation
Abdessamad Dialmy obtient son baccalauréat à Marrakech en 1967, une licence en philosophie en 1971, un DEA en histoire de la philosophie en 1972 et un DES en sociologie en 1980 à l'Université Mohammed-V de Rabat en (Sexualité et Société au Maroc). Il soutient son doctorat d'État en sociologie à l'Université de Picardie (Amiens, France) en 1987 sur « Femmes et Discours au Maroc ».

## Parcours enseignant
Abdessamad Dialmy enseigne la philosophie dans le secondaire (Safi et Casablanca), puis la psychopédagogie au CPR[Quoi ?] de Casablanca après avoir effectué un stage à l'École normale supérieure de Saint-Cloud en France (1973-1974). Il est recruté par l'université de Fès en octobre 1977, où il est directeur du département de philosophie, sociologie et psychologie en 1993 et 1994. En 1995, il fonde un Observatoire des mouvements sociaux et en 1997 un Laboratoire interdisciplinaire d'études sur la santé et la population qui organisent des conférences internationales sur des thèmes comme l'émigration, les sciences sociales, la santé, les pratiques associatives…
Depuis 2006, Abdessamad Dialmy est professeur associé à l’Université Mohammed-V de Rabat (enseignement, recherche, conférences, coopération…).

## Parcours extra-universitaire
Abdessamad Dialmy est membre fondateur de l'AAS (Association arabe de sociologie), membre d’AMADES (Anthropologie médicale appliquée au développement et à la santé), de la SISR (Société internationale de sociologie des religions) et de la WAS (World Association for Sexology). Il est membre du comité de rédaction de Social Compass (Revue Internationale de Sociologie de la Religion, Louvain-La-Neuve, Sage Publications).
Il a été à plusieurs reprises professeur-invité dans des universités européennes. En 1999, il fut invité aux États-Unis par le département d'État dans le cadre du programme « International Visitors ». Il participa à plusieurs conférences nationales et internationales à travers le monde. Il est expert-consultant auprès d’organisations internationales telles que OMS, UNICEF, FNUAP, Conseil de la Population, USAID, Union européenne, OIM. Il a également travaillé comme consultant pour le ministère marocain de la santé, le ministère de la femme et de la famille, le CERED…

## Controverse
En 2018 il met en cause la thèse soutenue en 2016 par Sanaa El Aji sur la sexualité avant le mariage au Maroc : il reproche à sa consœur sexologue d'y avoir plagié son livre Jeunesse, sida et islam au Maroc : les comportements sexuels et de ne pas lui avoir attribué la paternité des notions de « bricolage sexuel » et de « transition sexuelle » ; Sanaa El Aji se défend en affirmant avoir cité des chercheurs bien antérieurs à Abdessamad Dialmy, à savoir Michel Foucault sur la transition sexuelle et Mounia Bennani Chraibi sur le bricolage sexuel.

## Publications

### Livres
- Pour une masculinité non violente à l'égard des femmes, Casablanca, Le Fennec, 2023[2],[3].
- Le féminisme islamique n’a pas de sexe, Paris, L’Harmattan, 2022 (230 pages).
- Vers une réforme sexuelle en Islam, Casablanca/Beyrouth, 2021, 318 pages, (en arabe).
- Ville, sexualité et islamisme, Casablanca, Editions IMPR, 2018, 265 pages (Réédition de Logement, sexualité et islam, Casablanca, Eddif, 1995, 395 pages)[4].
- Transition sexuelle : entre genre et islamisme, Paris, L’Harmattan, 2017, 334 pages.
- Vers une nouvelle masculinité au Maroc (2016)[5].
- Femmes et discours au Maroc, Berlin, Editions Universitaires Européennes, 2016, 400 pages.
- La fabrique de l’islamisme marocain, Casablanca, Toubkal, 2016, 251 pages.
- La transition sexuelle au Maroc, Rabat, Dar Al Amane, 2015, 249 pages (en arabe).
- Sexuality, Sexual and Reproductive Health in Morocco, Berlin, Eblogging, 2014, 188 pages.
- Critique de la masculinité au Maroc, Rabat, Editions Warzazi, 2010, 200 pages (Réédition enrichie de Vers une nouvelle masculinité au Maroc, Dakar, CODESRIA, 2009, 112 pages)[6].
- Ville islamique, intégrisme et terrorisme. Une approche sexuelle, Beyrouth, Dar Es Saqi et Ligue des Rationalistes Arabes, 2009, 208 pages (en arabe).
- Sociologie de la sexualité arabe, Beyrout, Dar At Tali’a, 2008 (en arabe), traduit en français : Sociologie de la sexualité arabo-musulmane, Paris, L’Harmattan, 2014, 249 pages.
- Le féminisme au Maroc, Casablanca, Editions Toubkal, 2008, 290 pages.
- Jeunesse, Sida et Islam, Casablanca, Eddif, 2000, 279 pages.
- Vers une démocratie sexuelle islamique, Fès, Info-Print, 2000, 139 pages (en arabe).
- Féminisme, islamisme et soufisme, Paris, Publisud, 1997, 252 pages.
- Féminisme soufi : conte fassi et initiation sexuelle, Casablanca, Afrique-Orient, 1991, 158 pages.
- La question sociologique dans le monde arabe, Casablanca, Afrique-Orient, 1989, 120 pages (en arabe).
- Sexualité et discours au Maroc, Casablanca, Afrique-Orient, 1988, 120 pages.
- Connaissance et sexualité : de la modernité à la tradition, Casablanca, Ouyoune al Maqalat, 1987, 140 pages (en arabe, réédité en 2010 par les éditions Dar Sebou)
- Femme et sexualité au Maroc, Casablanca, Editions Maghrébines, 1985, 176 pages (en arabe).

### Articles académiques
- L'intellectuel marocain, la femme et le discours, Revue de la Faculté des Lettres de Fès, n° 8, 1986, pp. 14-35.
- Féminisme et islamisme dans le monde arabe : essai de synthèse, Social Compass, Revue Internationale de Sociologie de la religion, Louvain-La-Neuve, volume 43 (4) 1996, pp. 481-501.
- Fès perverse polymorphe, L’Ethnographie, Tome 93, no. 121, Paris, 1997, pp. 141-158 (in French).
- « Les rites obstétricaux : un enjeu politique mérinide ? » [The obstetrical rites: a political merinid stake], Paris, Annales HSS, no. 3, 1998, pp. 481-504.
- Féminisme colonial, Bouhout, Revue de la Faculté des Lettres et des Sciences Humaines, Mohammedia, n°1, 1999, pp. 5-20.
- L. Manhart, A. Dialmy, C. Ryane, J. Mahjour: Sexually transmitted diseases in Morocco : gender influences on prevention and health care seeking behavior, Oxford, Social Science and Medicine, 50 (2000) pp. 1369-1383.
- L’islamisme marocain: entre intégration et révolution, Paris, Archives des Sciences Sociales de la Religion, 2000, 110 (avril - juin), pp. 5-27, mis en ligne le 19 août 2009, http://journals.openedition.org/assr/20198
- Les antinomies de la raison islamo-féministe, Social Compass, 50 (1), 2003, pp. 13-22.
- Premarital Female Sexuality in Morocco, in Sexuality and Arab Women, Al Raida, Lebanese American University, Vol. XX, N° 99, 2003, pp. 75-83.

http://inhouse.lau.edu.lb/iwsaw/raida099/EN/p72-83.pdf
- L’évolution du profil juridique de la masculinité au Maroc, Revue de la Faculté des Lettres et des Sciences Humaines Dhar al Mahraz Fès, N° 13, 2004.
- Masculinity in Morocco, in What about Masculinity, Al-Raida, Lebanese American University, Vol XXI, N° 104-105, Winter/Spring 2004, pp. 88-98.
- La sexualité dans la société arabe contemporaine, Beyrouth, Centre d’Études de l’Unité Arabe, Al Mosataqbal Al Arabi, n° 299, janvier 2004 (en arabe).
- Sexuality in Contemporary Arab Society, Social Analysis 49, N° 2, Summer 2005, pp. 16-33 .
- Le terrorisme islamiste au Maroc, Social Compass, Volume 52, N° 1, March 2005. pp. 67-82.
- Sexe et création littéraire, in Le récit féminin, Presses Universitaires de Rennes, 2005, pp. 35-43.
- Société civile et sécularisation du droit familial et sexuel au Maroc, Cahier de recherche Centre Jacques Berque, Rabat, N° 2, 2005,  pp. 159-173
- Sexualités et masculinités au Maroc, Études et Travaux de l’Ecole Doctorale, Des hommes et du masculin, Université Toulouse le Mirail, N° 9, 2006, pp. 19-26.
- Belonging and Institution in Islam, Social Compass, Vol 54 (1), 2007, 63-76.
- Les antinomies du port du voile, Social Compass, Volume 55, Numéro 4, 2008, pp. 561-580.
- Sexuality and Islam, The European Journal of Contraception and Reproductive Health Care, Stockholm, 2010 June;15(3):160-8.
- Sexual violence and sub-Saharan migrants in Morocco: a community-based participatory assessment using respondent driven sampling, Globalization and Health, 2014.